# Lawrence Washington (1602-1653)
Lawrence Washington ([ˈwɔʃʃinton]; Sulgrave, 1602 – Brington, 21 gennaio 1653) è stato un religioso britannico, ricordato in particolare per essere stato il trisavolo del generale George Washington, primo presidente degli Stati Uniti.

## Biografia

### La famiglia
Washington nacque nel 1602, figlio quintogenito di Lawrence Washington (1565–1616) di Sulgrave Manor, nel Northamptonshire, figlio ed erede a sua volta di Robert Washington (1544–1619) scudiero, di Sulgrave, e della sua prima moglie Elizabeth Lyte, figlia ed erede di Walter Lyte di Radway, nel Warwickshire. La madre di Lawerence era Margaret Butler (m. 16 marzo 1651), figlia primogenita e coerede di William Butler, scudiero, di Tyes Hall presso Cuckfield, nel Sussex, e di Margaret Greeke, figlia di Thomas Greeke, gentiluomo di Palsters, nel Lancashire.
Lawrence Washington aveva sette fratelli in tutto, Robert, Sir John, Sir William, Richard, Thomas, Gregory e George, e nove sorelle, Elizabeth, Joan, Margaret, Alice, Frances, Amy, Lucy, Barbara e Jane. Suo fratello maggiore, Sir William Washington, sposò Anne Villiers, sorellastra del favorito di Giacomo I d'Inghilterra, George Villiers, I duca di Buckingham.
Washington era a sua volta pro-pronipote di John Washington e di Margaret Kitson, sorella di Sir Thomas Kitson di Hengrave.

## La carriera

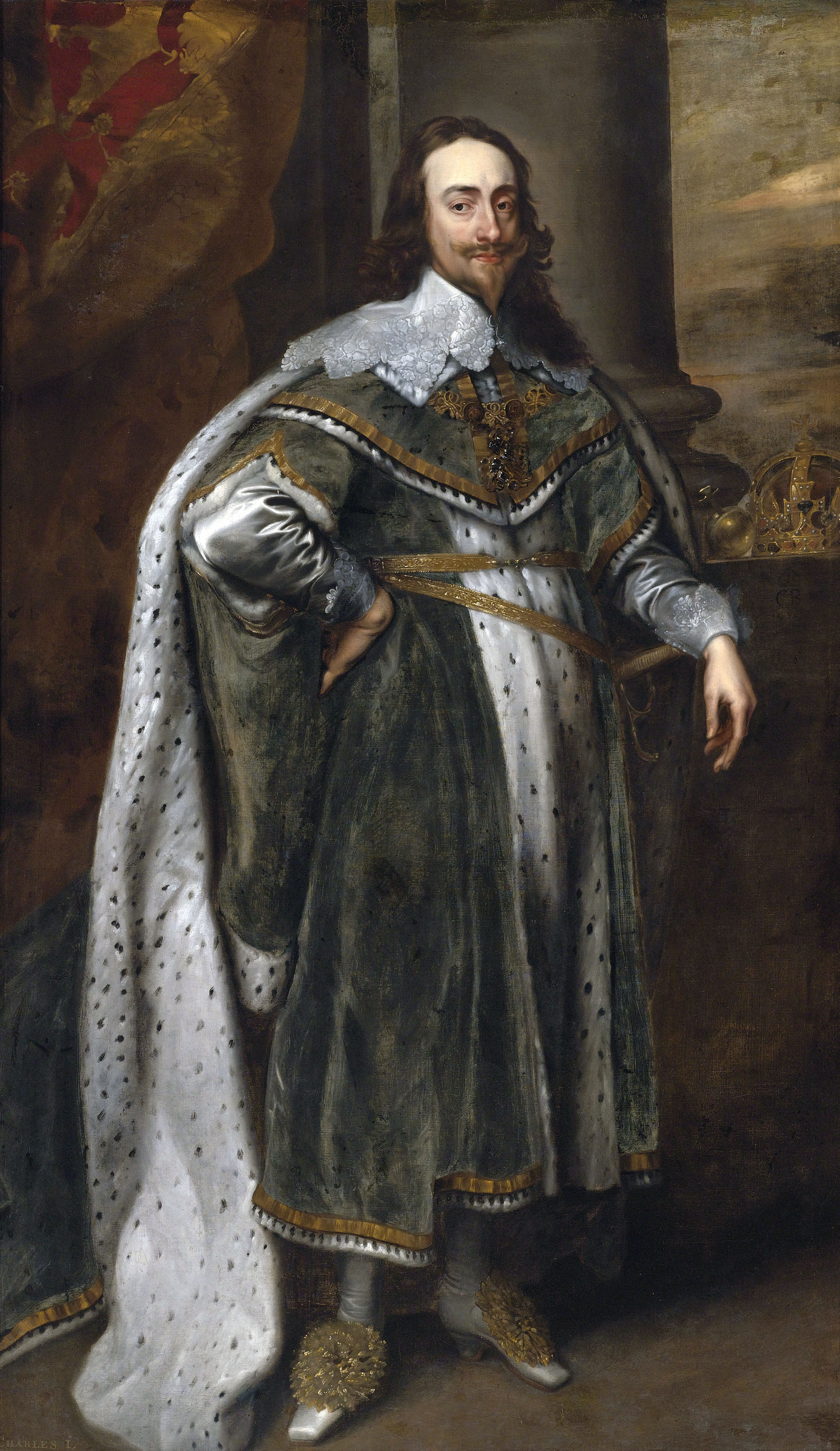
Carlo I d'Inghilterra in un ritratto di Anthony van Dyck

Washington venne ammesso al Brasenose College di Oxford nel 1619, dove si diplomò nel 1623 col titolo di Bachelor of Arts, e dopo pochi giorni venne eletto membro del College. Nel 1626 ottenne un master of arts e nel 1627 venne nominato rettore alla stessa università.
Il 26 agosto 1632, l'arcivescovo di Canterbury, William Laud, nominò Washington procuratore per Oxford. In accordo con re Carlo I, supremo capo della chiesa d'Inghilterra, Laud cercò di liberare l'università dal clero puritano che in essa operava e pertanto Washington si impegnò a fondo in queste purghe. I servizi di Washington a Laud gli consentirono di ottenere la nomina a rettore di Purleigh, nell'Essex, posizione che assunse ufficialmente nel 1632. La nomina permise a Washington di sposare Amphilis Twigden, una letterata, giovane e ricca vedova che già da tempo corteggiava rischiando l'esclusione da Oxford (ai lettori era infatti proibito sposarsi).
Nel corso della guerra civile inglese più di cento preti della chiesa d'Inghilterra, definiti "scandalosi e maligni" vennero privati dei loro beni per tradimento o per immoralità per ordine del parlamento puritano. Nel 1643 lo stesso Washington finì tra gli accusati per essere "un assiduo frequentatore di birrerie" che "[incoraggiava] altri a quel vizio bestiale" e perse pertanto il suo beneficio.
Dopo la sua estromissione da Purleigh, Washington divenne rettore della povera parrocchia di Little Braxted nell'Essex. Né Amphilis né i suoi figli lo accompagnarono in quel luogo, dal momento che tutti insieme trovarono ospitalità presso Sir Edwin Sandys, che aveva servito come tesoriere della Virginia Company nelle colonie americane. Attraverso la figura di Sandys, al figlio di Lawrence, John, venne assicurato di entrare nella loggia dei mercanti di Londra dove divenne un commerciante di tabacco.

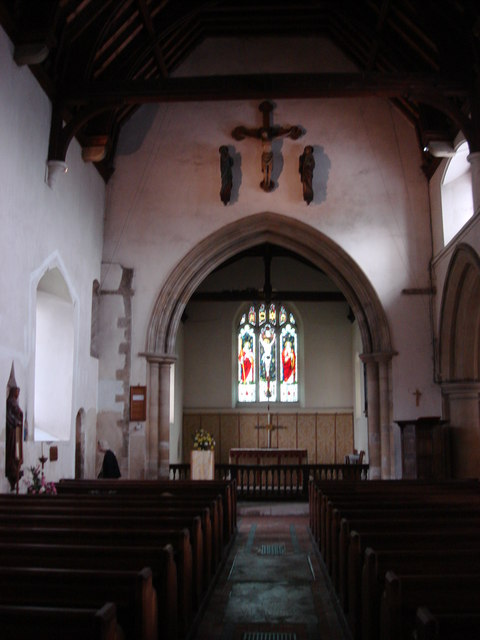
Interno della All Saints' Church, a Maldon, luogo di sepoltura di Lawrence Washington

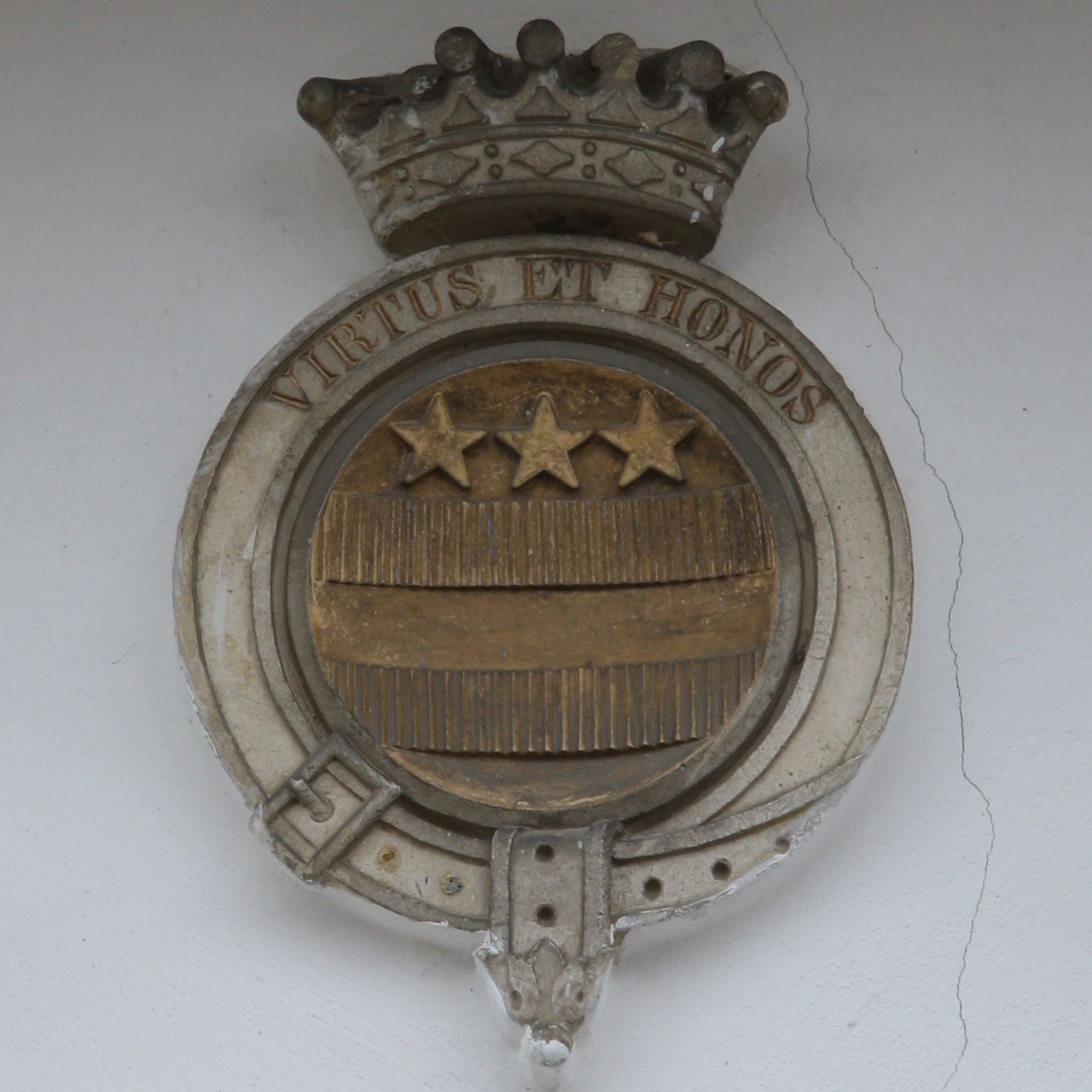
Lo stemma della famiglia Washington

Washington morì dunque in povertà e venne sepolto nella All Saints' Church di Maldon, Essex.
Tre dei suoi figli emigrarono in Virginia, come pure Sir Samuel Argall, la cui madre vedova, Mary (m. 1598), aveva sposato lo zio di Lawrence, Lawrence Washington (m. 1619) di Maidstone.

## Matrimonio e figli
Nel 1630 Washington incontrò Amphilis Twigden durante una sua visita a Pendley Manor presso Tring, nell'Hertfordshire. Amphilis, battezzata il 2 febbraio 1602, era figlia e coerede di John Twigden di Little Creaton, Northamptonshire, e di Anne Dicken, figlia di William Dicken. Lawrence e Amphilis si sposarono a Tring nel dicembre del 1633, ed ebbero insieme tre figli e tre figlie:
- John Washington, tenente colonnello
- William Washington (14 ottobre 1641).[15]
- Elizabeth Washington (17 agosto 1636), sposò Rumbold di casato sconosciuto.[15]
- Margaret Washington, sposò George Talbot.[15]
- Martha Washington, che emigrò in Virginia nel 1678. Sposò Samuel Hayward della Virginia, figlio di un mercante di Londra, Nicholas Hayward. La coppia non ebbe figli.[16]

## Albero genealogico
|                     |             |                 | Genitori         |  |  | Nonni |  |  | Bisnonni            |  |  | Trisnonni       |  |
|                     |             |                 |                  |  |  |       |  |  | Lawrence Washington |  |  | John Washington |  |
|                     |             |                 |                  |  |  |       |  |  | Lawrence Washington |  |  | John Washington |  |
|                     |             | Margaret Kytson |                  |  |  |       |  |  | Lawrence Washington |  |  |                 |  |
| Robert Washington   |             |                 |                  |  |  |       |  |  | Lawrence Washington |  |  |                 |  |
|                     |             | Amy Pargiter    | Robert Pargiter  |  |  |       |  |  |                     |  |  |                 |  |
|                     |             | Amy Pargiter    | Robert Pargiter  |  |  |       |  |  |                     |  |  |                 |  |
|                     |             | Amy Pargiter    | Anne Knight      |  |  |       |  |  |                     |  |  |                 |  |
| Lawrence Washington |             | Amy Pargiter    |                  |  |  |       |  |  |                     |  |  |                 |  |
|                     |             | Walter Lyte     | Christopher Lyte |  |  |       |  |  |                     |  |  |                 |  |
|                     |             | Walter Lyte     | Christopher Lyte |  |  |       |  |  |                     |  |  |                 |  |
|                     |             | Walter Lyte     | Elizabeth Warde  |  |  |       |  |  |                     |  |  |                 |  |
| Elizabeth Lyte      |             | Walter Lyte     |                  |  |  |       |  |  |                     |  |  |                 |  |
|                     |             | Ursula Woodford | Thomas Woodford  |  |  |       |  |  |                     |  |  |                 |  |
|                     |             | Ursula Woodford | Thomas Woodford  |  |  |       |  |  |                     |  |  |                 |  |
|                     |             | Ursula Woodford | Elizabeth Blount |  |  |       |  |  |                     |  |  |                 |  |
| Lawrence Washington |             | Ursula Woodford |                  |  |  |       |  |  |                     |  |  |                 |  |
|                     | John Butler | Ralph Butler    |                  |  |  |       |  |  |                     |  |  |                 |  |
|                     | John Butler | Ralph Butler    |                  |  |  |       |  |  |                     |  |  |                 |  |
|                     | John Butler | …               |                  |  |  |       |  |  |                     |  |  |                 |  |
| William Butler      | John Butler |                 |                  |  |  |       |  |  |                     |  |  |                 |  |
|                     |             | Margaret Sutton | John Sutton      |  |  |       |  |  |                     |  |  |                 |  |
|                     |             | Margaret Sutton | John Sutton      |  |  |       |  |  |                     |  |  |                 |  |
|                     |             | Margaret Sutton | Margaret Charrol |  |  |       |  |  |                     |  |  |                 |  |
| Margaret Butler     |             | Margaret Sutton |                  |  |  |       |  |  |                     |  |  |                 |  |
|                     |             | Thomas Greeke   | …                |  |  |       |  |  |                     |  |  |                 |  |
|                     |             | Thomas Greeke   | …                |  |  |       |  |  |                     |  |  |                 |  |
|                     |             | Thomas Greeke   | …                |  |  |       |  |  |                     |  |  |                 |  |
| Margaret Greeke     |             | Thomas Greeke   |                  |  |  |       |  |  |                     |  |  |                 |  |
|                     |             | …               | …                |  |  |       |  |  |                     |  |  |                 |  |
|                     |             | …               | …                |  |  |       |  |  |                     |  |  |                 |  |
|                     |             | …               | …                |  |  |       |  |  |                     |  |  |                 |  |
|                     |             | …               |                  |  |  |       |  |  |                     |  |  |                 |  |